# Euphorbia trichotoma
Euphorbia trichotoma är en törelväxtart som beskrevs av Carl Sigismund Kunth. Euphorbia trichotoma ingår i släktet törlar, och familjen törelväxter. Inga underarter finns listade i Catalogue of Life.